# Протести в Каракалпакстані (2022)
Протести в Каракалпакстані розпочалися 1 липня 2022 року після винесення на громадське обговорення проєкту нової редакції Конституції Узбекистану, в якій з опису статусу Республіки Каракалпакстан видалено слово «суверенна», а також прибрано згадку про право республіки на відокремлення від Узбекистану. Протести почалися в Нукусі, столиці Республіки Каракалпакстан, але пізніше перекинулися на Чимбай та Муйнак. Учасники протестів виступають проти проєкту нової редакції Конституції.
2 липня 2022 року президент Узбекистану заявив про необхідність зберегти спірні статті в попередньому вигляді.

## Передісторія

### Особливості регіону
Республіка Каракалпакстан — один із найбідніших і малопридатних для життя регіонів світу. Понад 85 % території республіки займає пустеля Кизилкум, у зв'язку з чим у республіці постійно спостерігається нестача питної води. За даними на 2002 рік, з Каракалпакстану до Казахстану мігрувало понад 250 тисяч осіб, що становило п'яту частину населення автономії. Крім цього, важке економічне становище підкріплюється екологічною катастрофою, пов'язаної з висиханням Аральського моря.
20 березня 1932 року з Кара-Калпакської АО РРФСР було створено Кара-Калпакську Автономну Соціалістичну Радянську Республіку у складі РРФСР. 5 грудня 1936 року автономна республіка була передана до складу Узбецької РСР.
14 грудня 1990 року на сесії Верховної ради Каракалпакської АРСР було підписано Декларацію про державний суверенітет, яка передбачала повну незалежність держави, якої можна було досягти через проведення загальнореспубліканського референдуму. 9 січня 1992 року ККАССР перетворено на Республіку Каракалпакстан. 1993 року шляхом тривалих переговорів було підписано міждержавний договір про входження Республіки Каракалпакстан до складу Узбекистану строком на 20 років. Проте до 2013 року договір на офіційному рівні було фактично забуто.
Протягом 1990—2000-х років. репресивні механізми офіційного Ташкента, що посилювалися, пригнічували каракалпакський сепаратизм. Колишній Президент Каракалпакстану Даулетбай Шашметов, який виступав за вихід республіки, був знятий з усіх посад і пішов із політики у 1992 році. За нез'ясованих обставин помер Марат Аралбаєв, а його партію «Халик Мапі» («Народна воля») було розпущено.

### Поправки до Конституції (2022)
26 червня 2022 року узбецька влада на громадське обговорення винесла проєкт нової редакції Конституції Узбекистану. У розділі 17, повністю присвяченому Республіці Каракалпакстан, дві основні тези розділу свідчать, що Каракалпакстан — це суверенна республіка і що народ цієї республіки має право на відокремлення від Узбекистану на основі загального референдуму жителів Каракалпакстану. Ці пункти вилучено з нової редакції Конституції. Обговорення проєкту триватиме до 4 липня цього року; після цього влада призначить дату референдуму.
Частина правок передбачає збільшення терміну перебування президента на посаді із 5 до 7 років, а також обнулення терміну чинному президенту.
Увечері 26 червня у соцмережах з'явилися заклики жителів Каракалпакстану до масових виступів. Активісти виступили проти проєкту нової редакції Конституції, бачачи у ній загрозу суверенітету республіки. Опозиційні політики з Каракалпакстану висловили категоричну незгоду з новою редакцією Конституції, але чинна влада, у тому числі президент Узбекистану Шавкат Мірзієєв, не хотіла про це говорити. За повідомленнями Радіо «Азаттик», на адміністраторів пабліків і телеграм-каналів, що висловлюються проти проєкту, чинять тиск правоохоронні органи Узбекистану. 27 червня мешканці Нукуса писали, що у місті обмежили доступ до мобільного інтернету.

## Хронологія

### 1 липня
На вулицях Нукуса зібралися щонайменше сотні людей із прапорами Каракалпакстану. Цього ж дня лідер опозиції, юрист Даулетмурат Тажимуратов, оголосив, що погодив із владою проведення мирного мітингу 5 липня. Проте пізніше люди у цивільному відвезли його із сім'єю у невідомому напрямку. Як підтвердила сестра Тажимуратова, вдень міліціонери забрали його з дому. Повідомляється, що пізніше його відпустили. Народ стихійно почав виходити на вулиці, вимагаючи негайно звільнити Тажимуратова. Мітинги також пройшли у двох інших містах республіки — Чимбай та Муйнак. Активних учасників мітингів затримували. За словами мешканців Каракалпакстану, люди обговорювали мітинги у спеціальних телеграм-каналах, де й координували спільні дії. У цей же день влада Узбекистану ввела додаткові сили Нацгвардії в Каракалпакстан. Тим часом узбецькі медіа масові акції протесту ігнорували.
За повідомленням головного редактора TurkmenNews Руслана Мітяєвя, після того, як Тажимуратова відпустили, він пішов у мечеть, а потім вирушив додому. Вже з дому він почав відправляти у свій телеграм-канал голосові повідомлення про те, що «з ним все гаразд», але через якийсь час він відправив повідомлення, де тремтячим голосом розповів, що на зв'язок із ним вийшло найвище керівництво Служби національної безпеки Узбекистану і вимагало від нього «припинити це все». Йому погрожували тим, що він хабарник: нібито СНБ має відео, де він бере хабарі. Також вони нібито мають відео, де він займається сексом з чоловіками — в Узбекистані це протизаконно. Також Таржимуратову говорили, що РНБ «піднімуть старі справи його батька».
Міністерство внутрішніх справ Узбекистану оголосило, що причиною демонстрацій в адміністративному центрі Каракалпакстану Нукус стало «неправильне тлумачення конституційних реформ, що проводяться в республіці». The Moscow Times з посиланням на учасників протестів повідомляє, що причиною невдоволення громадян Каракалпакстану стало не прагнення відокремитися від Узбекистану, а спроба влади грубо порушити конституційні права та ліквідувати особливий статус регіону.
Видання «Хук» писало: "Ввечері мітингувальники зібралися біля підземного переходу на Нукусському Центральному Дехканському базарі, чекаючи на Даулетмурата Тажимуратова. Близько 19:00 він приїхав до людей. Тажимуратов разом із головою Жокарги Кенеса Муратом Камаловим залізли на дах машини Камалова і почали чекати, доки їм привезуть мікрофони та колонки. Апаратуру так і не привезли. Серед людей не спостерігалися прояви агресії, жорстокості, насильства чи мародерства. Мобільні загони особливого призначення МВС також були присутні на мітингу, але не виявляли активності. Мітингувальники попросили у них каски, щити, кийки, пояснюючи прохання побоюваннями за своє життя. Співробітники МВС погодилися, а мітингувальники, залишаючи базар, повернули все обмундирування назад. Через деякий час Даулетмурат Тажимуратов та Мурат Камалов сіли в машину, а жителі почали штовхати автомобіль до будівлі Жокарги Кенеса. Після того, як машина під'їхала до будівлі, Тажимуратов та Камалов зайшли всередину. Мітингувальники чекали зовні.
Незабаром розпочався конфлікт. Співробітники силових структур почали кидати димові шашки. Деякі з протестувальників ловили шашки і кидали їх у співробітників. Співробітники мобільного загону особливого призначення (МООН) МВС почали використовувати засоби шумового впливу. Одна з шашок потрапила у голову протестувальника. За повідомленнями очевидців, постраждалий помер. Інформація не підтверджена. Співробітники правоохоронних органів використали проти мітингувальників гумові кулі. Двом учасникам мітингу влучили по ногах. Одного з них забрали на цивільному автомобілі марки DAMAS, другого посадили в машину ГУБДР. Як повідомляють очевидці, невдовзі співробітники застосували сльозогінний газ та почали використовувати водомети. Люди почали розбігатися. Частина протестувальників вирушила до Тажимуратова будинку.

### 2 липня
О 4-й годині ранку Даулетмурата Тажимуратова забрали на п'яти автобусах і відвезли в невідомому напрямку. На перехрестях Нукуса виставлено блокпости. Людей затримують та саджають у сині фургони. У місті немає мобільного та стаціонарного інтернету, не працюють способи безготівкової оплати, у банкоматах неможливо зняти готівку. В'їзд до Нукуса перекритий з боку міст Тахіаташ, Ходжейлі, Орак Балга.
Жокарги Кенес, Рада міністрів та Міністерство внутрішніх справ Каракалпакстану опублікували заяву про те, що в Нукусі 1 липня відбулася «спроба захоплення органів державного управління». За офіційною версією, організатори заворушень зібрали людей на столичній площі перед адміністративними будинками.
За даними сервісу Flightradar24 і Kun.uz борт Шавката Мірзієєва прямує в Нукус. У Нукус також вилетів літак прем'єр-міністра Абдулли Аріпова. Увечері Шавкат Мірзієєв заявив, що всі поправки, що стосуються Каракалпакії (70, 71, 72, 73, 74 та 75 редакції) будуть повністю скасовані.
До вечора низка джерел почала стверджувати, що силовики застосували проти протестувальників летальну зброю, був наказ стріляти на ураження. До 23:00 у мережі з'являються перші знімки загиблих та поранених.

### 3 липня
З 3 липня по 2 серпня в регіоні введено режим надзвичайного стану, а також встановлено комендантську годину з 9 години вечора до 7 години ранку.

## Реакція
- Білорусь — Під час зустрічі напередодні Дня незалежності Білорусі президент (легітимність під сумнівом) Олександр Лукашенко заявив, що іноземці, переважно західні, відіграють певну роль у демонстраціях, і навів схожість між Протестами в Казахстані 2022 року. Говорячи про вплив Китаю в регіоні, Лукашенко заявив, що «Центральна Азія, як і ми, опинилася між двома вогнями: європейцями з одного боку, та американцями з іншого. Китай допомагає Центральній Азії вижити, щоб вона встояла. Ця боротьба буде в Центральній Азії найближчим часом. Симптоми цього вже стали очевидними»[27].
- Китай — На брифінгу для преси речник Міністерство закордонних справ Китаю Чжао Ліцзянь заявив, що Китай підтримує уряд Узбекистану в підтримці національної стабільності, і що Узбекистан зберігатиме спокій і єдність під керівництвом президента Шавката Мірзійоєва[28].
- Європейський Союз — Європейський Союз висловив стурбованість подіями в Каракалпакстані, закликавши всі сторони до стриманості та сказавши: «Європейський Союз закликає владу гарантувати права людини, включаючи фундаментальні права на свободу вираження поглядів і свободу зібрань, у відповідно до міжнародних зобов'язань Узбекистану»[29].
- Індія — речник Міністерства закордонних справ Індії Аріндам Багчі виступив із заявою, у якій підтримав зусилля уряду Узбекистану відновити правопорядок і запобігти будь-якій подальшій ескалації ситуації. Він також висловив співчуття загиблим під час протестів[30].
- Казахстан — Міністерство закордонних справ Казахстану виступило із заявою на підтримку уряду Узбекистану. «Ми вітаємо та підтримуємо рішення вищого керівництва Узбекистану щодо стабілізації ситуації в Каракалпакстані. Ми впевнені, що напередодні найважливішої політичної події — референдуму щодо внесення змін до конституції та закону, в братньому Узбекистані запанує мир і спокій»[31].
- Киргизстан — в телефонній розмові з президентом Мірзійоєвим, президент Киргизстану Садир Жапаров заявив, що він повністю підтримує зусилля уряду Узбекистану щодо стабілізації ситуації в Каракалпакстані[32].
- Росія — Міністерство закордонних справ Росії заявило, що це внутрішня справа Узбекистану, але висловило довіру узбецькій владі та закликало зацікавлені сторони вирішувати проблеми за допомогою «юридичних засобів», а не заворушень[33].
- Туреччина — Міністерство закордонних справ Туреччини висловило впевненість, що уряд і народ Узбекистану вирішать проблеми «здоровим глуздом і в атмосфері миру та спокою». У МЗС також заявили, що надають великого значення стабільності та процвітанню Узбекистану[34].
- Туркменістан — Міністерство закордонних справ Туркменістану оприлюднило заяву, в якій говориться, що вони «підтримують своєчасну та рішучу дію керівництва Узбекистану щодо захисту конституційного порядку та верховенства права в країні, безпеки та спокою громадян»[35].
- США — Речник Міністерства закордонних справ США Нед Прайс закликав узбецьку владу «захищати всі основні права, включаючи мирні зібрання та вираження думок», і закликав розслідувати насильство[36].